# Vincent Lannoo
Vincent Lannoo (Bruxelles, 1970) è un regista e sceneggiatore belga.

## Biografia
Dopo aver conseguito gli studi all'Institut des Arts de Diffusion di Bruxelles, Lannoo debutta al cinema con Strass (2001), un film sperimentale in cui elementi di finzione e realtà sono fusi durante le lezioni di una scuola teatrale. Strass è il ventesimo film del movimento Dogma 95 e il suo titolo allude al maestro di teatro Lee Strasberg. La pellicola è stata presentata in anteprima al Namur Film Festival del 2001, dove ha ricevuto il premio per la miglior opera prima.
Nel 2012, Lannoo scrive e dirige In nome del figlio (Au nom du fils), una commedia nera incentrata sul tema della fede religiosa e che esplora la corruzione all'interno della chiesa cattolica. Al momento dell'uscita, il film è stato acclamato dalla critica cinematografica, seppure i temi religiosi e lo stile violento siano stati oggetto di controversie. Il film ha ricevuto sette candidature ai premi Magritte 2014, tra cui miglior film e miglior regia per Lannoo. In nome del figlio ha inoltre ricevuto il Méliès d'oro del 2013, assegnato dalla European Fantastic Film Festivals Federation alla migliore opera europea di genere fantastico.

## Filmografia

### Cinema
- Strass (2001)
- Ordinary Man (2005)
- Vampires (2010)
- Les Apprivoisés (2010)
- Little Glory (2011)
- In nome del figlio (Au nom du fils) (2012)
- Les Âmes de papier (2013)

### Cortometraggi
- J'adore le cinéma (1998)
- Si j'avais 10... pauvres (1999)
- Nearly New Car (2009)

### Televisione
- Trepalium – serie TV, 6 episodi (2016)
- À l'intérieur – serie TV, 6 episodi (2018-2019)
- État d'urgence – film TV (2019)
- Entre ses mains – film TV (2022)